# Адамув (гміна Опатув)
Адамув (пол. Adamów) — село в Польщі, у гміні Опатув Опатовського повіту Свентокшиського воєводства.
Населення — 140 осіб (2011).
У 1975-1998 роках село належало до Тарнобжезького воєводства.

## Демографія
Демографічна структура на день 31 березня 2011 року:
|          | Загалом | Допрацездатний вік | Працездатний вік | Постпрацездатний вік |
| -------- | ------- | ------------------ | ---------------- | -------------------- |
| Чоловіки | 59      | 15                 | 41               | 3                    |
| Жінки    | 81      | 26                 | 41               | 14                   |
| Разом    | 140     | 41                 | 82               | 17                   |